# Genetli
Genetli (en llatí Genethlius, en grec Γενέθλιος) va ser un retòric grec nascut a Patres (Patrae), a Palestina, que va viure entre el regnat de Filip l'àrab i Constantí I el Gran.
Va ser deixeble de Mucià i Agapet i va ensenyar retòrica a Atenes on va morir amb només 28 anys. Era rival i enemic de Cal·línic. Al Suides es mencionen algunes de les seves obres, declamacions, panegírics i comentaris sobre Demòstenes, però no s'han conservat.